# Гранвиль, Жан
Жан Инья́с Изидо́р Гранви́ль (настоящая фамилия Жерар, фр. Jean Ignace Isidore Gérard, по прозвищу Grandville; 13 сентября 1803, Нанси, — 17 марта 1847, Ванв, О-де-Сен) — французский художник, рисовальщик-иллюстратор.

## Биография

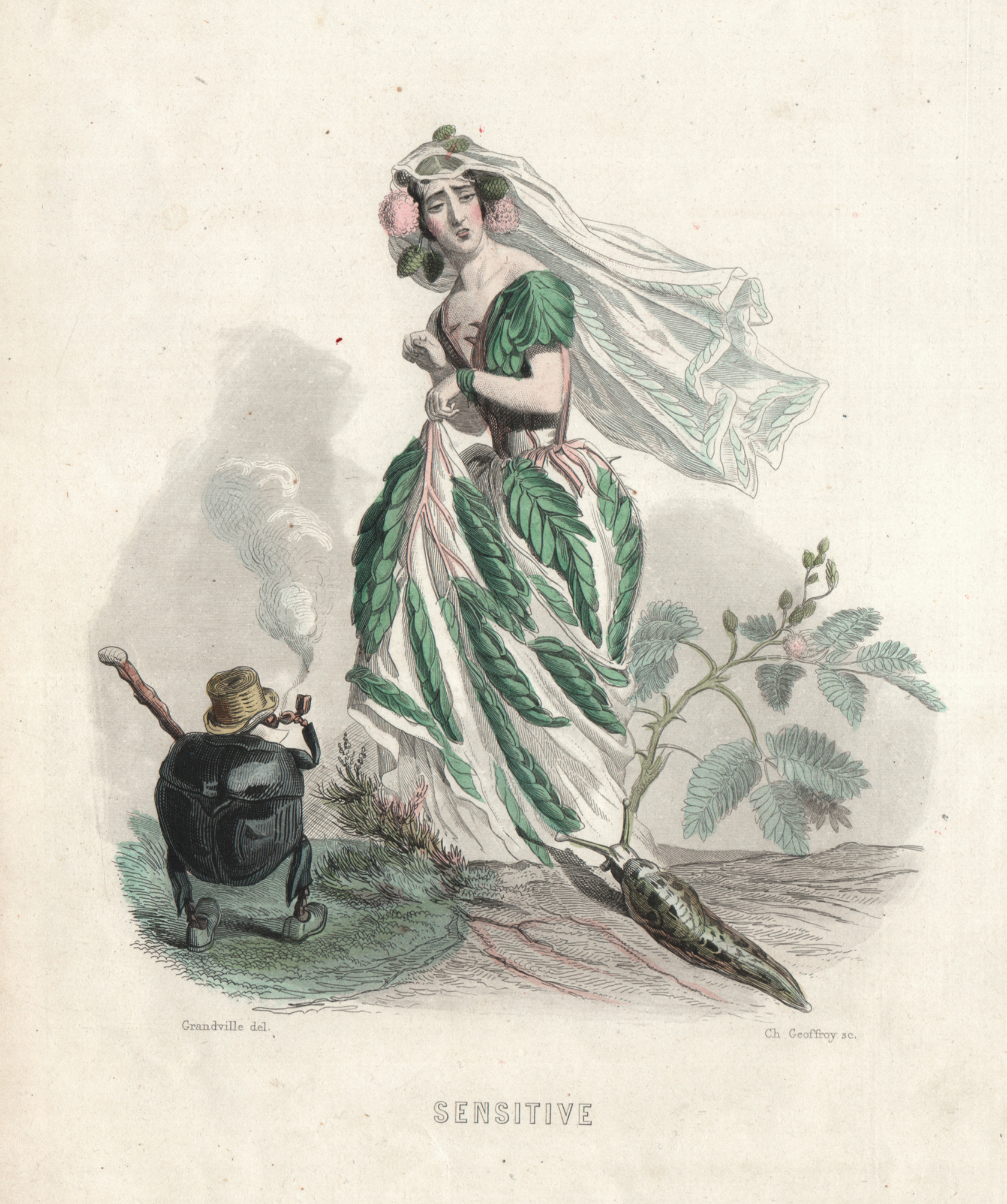
Чувствительность. Из издания Ожившие цветы (Les Fleurs animées), 1847, офорт, акварель

Из семьи художников и актёров: Гранвиль — сценическое имя его предков. Его отец, художник-миниатюрист, был первым его учителем. Приехав в Париж на двадцатом году жизни, без всяких средств, Гранвиль стал работать для сатирических журналов. Прочную известность он приобрёл с 1828 года, когда появились его «Метаморфозы» — типы известных в Париже деятелей, изображённых в виде различных животных; художник сумел благодаря своей наблюдательности схватить самые странные и поразительные черты сходства между этими деятелями и представителями животного мира. После революции 1830 года при сравнительно большой свободе печати Гранвиль почти исключительно посвятил себя политической карикатуре; ежедневно в «Caricature» и в «Charivari» появлялись его рисунки, в которых он вышучивал представителей июльской монархии. Лучшие карикатуры этой эпохи — «Mât de cocagne», «Convoi de la liberté» и «Basse-cour».
Сентябрьские законы несколько стеснили свободу Гранвиля; тем не менее, он продолжал работать в том же направлении и издал альбом, в котором шляпы, зонтики и воротники играли, так сказать, первостепенную роль; тот или другой политический деятель узнавал себя в тросточке или в зонтике. К этим лёгким эскизам необходимо присоединить рисунки, помещённые в «Magazin pittoresque», в особенности «Физиономия кота» и «Головы людей и животных».
После смерти жены и детей Гранвиль лишился рассудка и умер в доме умалишённых.

## Творчество

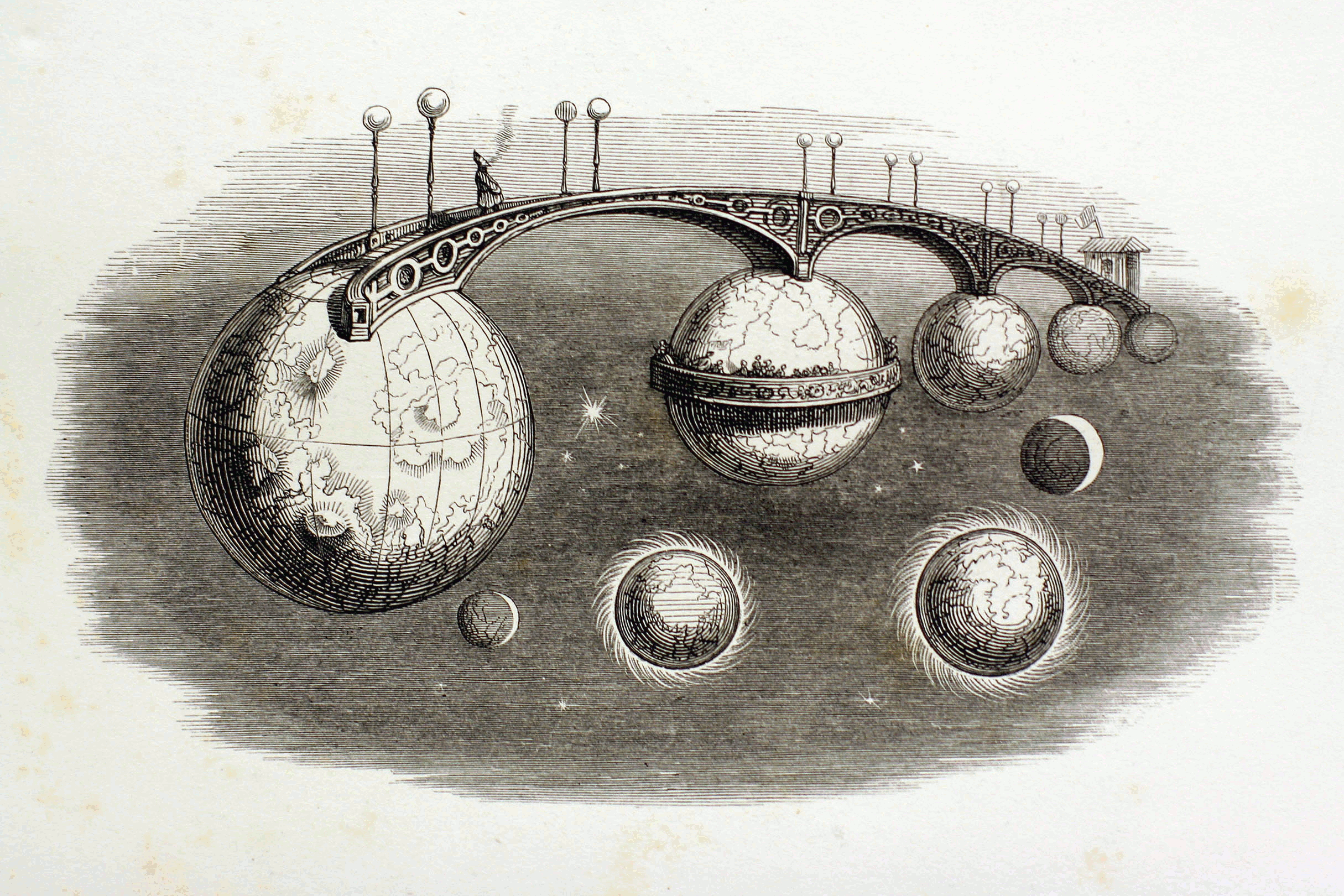
Из серии Иной мир, 1844

После Гаварни и Домье Гранвиль занимает первое место в истории французской карикатуры; существенным свойством его таланта была богатая фантазия, укрепляемая и поддерживаемая тонкою наблюдательностью и едким юмором. Пользуясь этими свойствами своего таланта, Гранвиль в своих рисунках воспроизвёл историю всех смешных сторон и странностей своего времени. Но пристрастие придавать физиономию и пороки человека сначала животным и растениям, а впоследствии и всякого рода неодушевлённым предметам под конец жизни Гранвиля сделалось столь велико, что некоторые его рисунки непонятны. Несмотря на то, он — истинный мыслитель, и вовсе не желал смешить, придавая людям облик различных животных, он был уверен, что в первых встречаются те же самые низкие пороки и инстинкты, что и во вторых.
Гранвиль иллюстрировал большое количество произведений; между ними особенною известностью пользуются «Басни Лафонтена», «Робинзон Крузо», «Лабрюйер», «Дон Кихот», «Путешествия Гулливера», «Басни Флориана», «Песни Беранже», «Жером Патюро» Луи Ребо, «Одушевлённые цветы» и некоторые другие.

## Издания

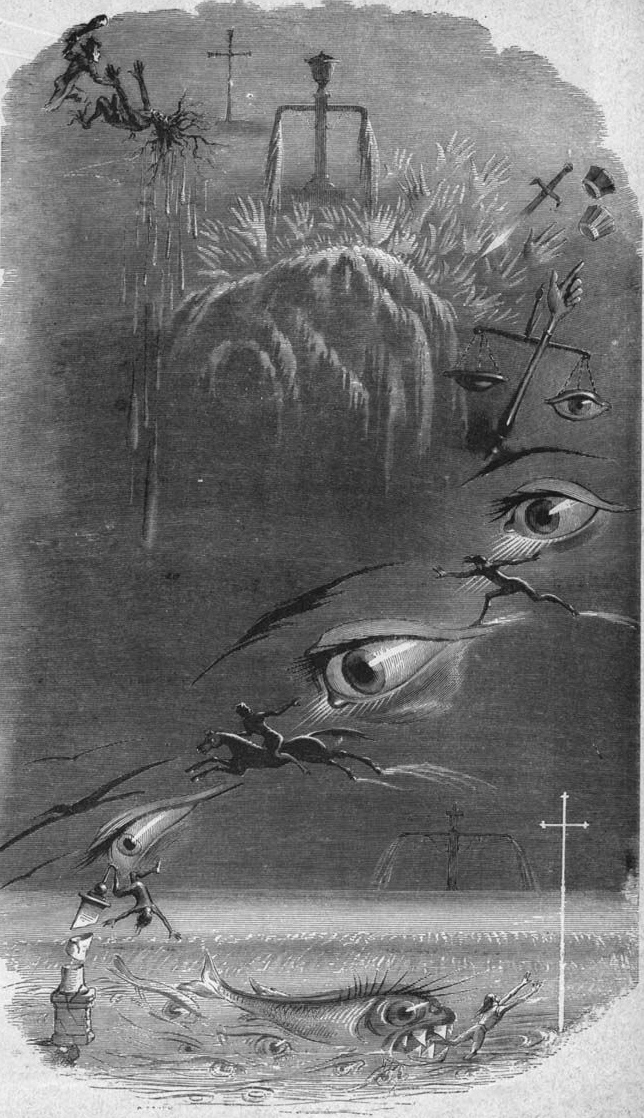
Преступление и наказание, 1847

- Le Dimanche d’un bon bourgeois ou Les Tribulations de la petite propriété (1827)
- Les Métamorphoses du jour (1829)
- Fables de la Fontaine (1838)
- Peines de cœur d’une chatte anglaise et autres scènes de la vie privée et publique des animaux (1842, по Бальзаку)
- Petites misères de la vie humaine (1843)
- Autre monde. Transformations, visions, incarnations, ascensions, locomotions, explorations, pérégrinations, excursions, stations, cosmogonies, fantasmagories, rêveries, folâtreries, facéties, lubies, métamorphoses, zoomorphoses, lithomorphoses, métempsycoses, apothéoses et autres choses (1844)
- Cent proverbes (1845)
- Le Diable à Paris: Paris et les Parisiens. Mœurs et coutumes, caractères et portraits des habitants de Paris, tableau complet de leur vie privée, publique, politique et artistique… (1845—1846, 2 vol, в соавторстве с Гаварни и др.)
- Jérôme Paturot à la recherche d’une position sociale (1846)
- Les Étoiles. Dernière féerie par J.-J. Grandville (1849)
- Catalogue Illustré de la Collection Dessins et Croquis Originaux (1853)
- Les Fleurs animées, illustrées par Grandville (1847)[5]
- Les Métamorphoses du jour (1869
- Aventures de Robinson Crusoé (1870)
- Fables de Florian, de Tobie et de Ruth (1870)

## Наследие и признание

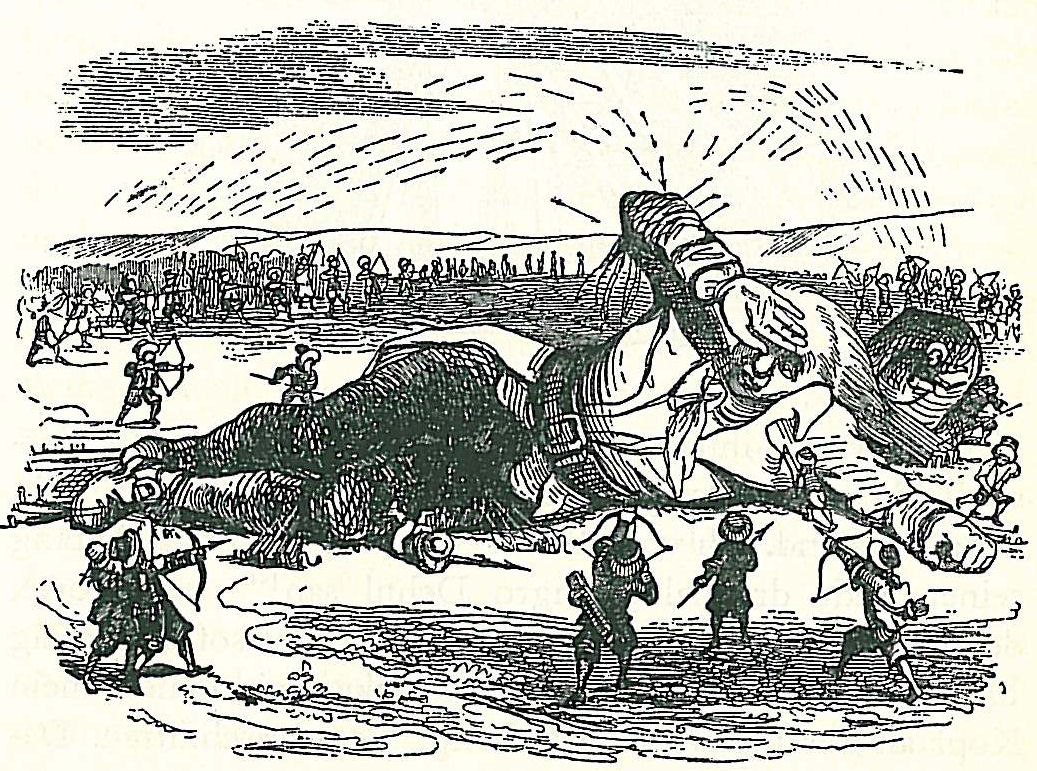
Иллюстрация к «Путешествиям Гулливера»

Жан Гранвиль внёс значительный вклад в иконологию фантастики. Его творчество притягивало Бодлера. Благодаря таким гравюрам, как «Преступление и наказание», его считают ближайшим предшественником сюрреализма, его ценил Макс Эрнст.
Группа Queen и художник, разрабатывавший дизайн обложки альбома Innuendo (1991), как и визуализации синглов этого альбома, в качестве образной основы использовали раскрашенную гравюру Гранвиля «Жонглирующий вселенными» (1844).